# Guilherme Echenique
Guilherme Echenique (Pelotas, 15 de agosto de 1864 — 31 de maio de 1947) foi um livreiro, editor e empresário brasileiro. Filho do argentino José Fidel Echenique, emigrado para Pelotas, fugindo das perseguições políticas de Juan Manuel de Rosas, e de Isabel Francisco de Carvalho. Casou com Silvana Belchior da Cunha.
Junto com seu irmão, Carlos, apoiado por Pedro Osório, fundou a Livraria Universal em 7 de dezembro de 1887 e que, logo depois, abriu filiais em Porto Alegre e Rio Grande. 
Em 1908, é feita a separação da sociedade, ficando Carlos com a filial de Porto Alegre e Guilherme com a matriz em Pelotas, agora em sociedade com outro irmão seu. A livraria lançou diversos autores gaúchos, como de seu primo, João Simões Lopes Neto, Luís Araújo Filho, Lobo da Costa, Julieta de Melo Monteiro, Carlos von Koseritz.
Foi destacado abolicionista e republicano, ao lado de Vítor Valpírio. Colaborou com o jornal literário A Pena. Membro do Partido Republicano Rio-Grandense, foi vice-intendente de Pelotas e conselheiro municipal, além de coronel da Guarda Nacional.
Por volta de 1920 deixou a livraria em mãos de seus sobrinhos e passou a dedicar-se exclusivamente à pecuária.
No ano de 1928 foi presidente da Bibliotheca Pública Pelotense.